# Губка Менгера

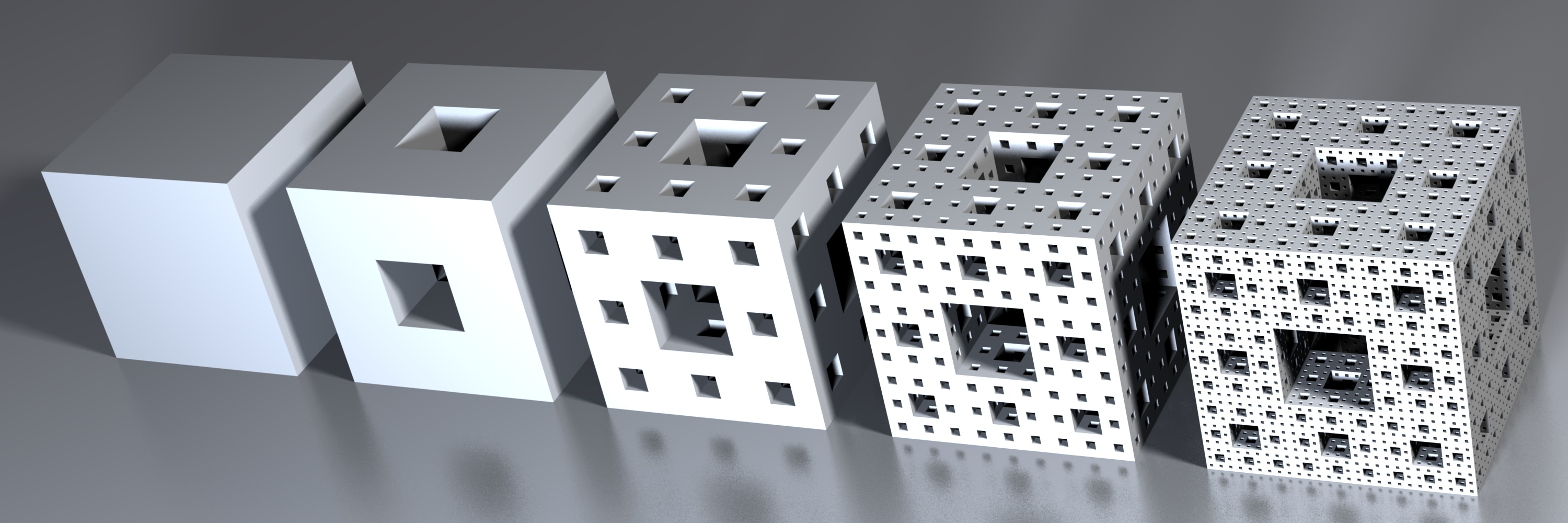
5 итераций

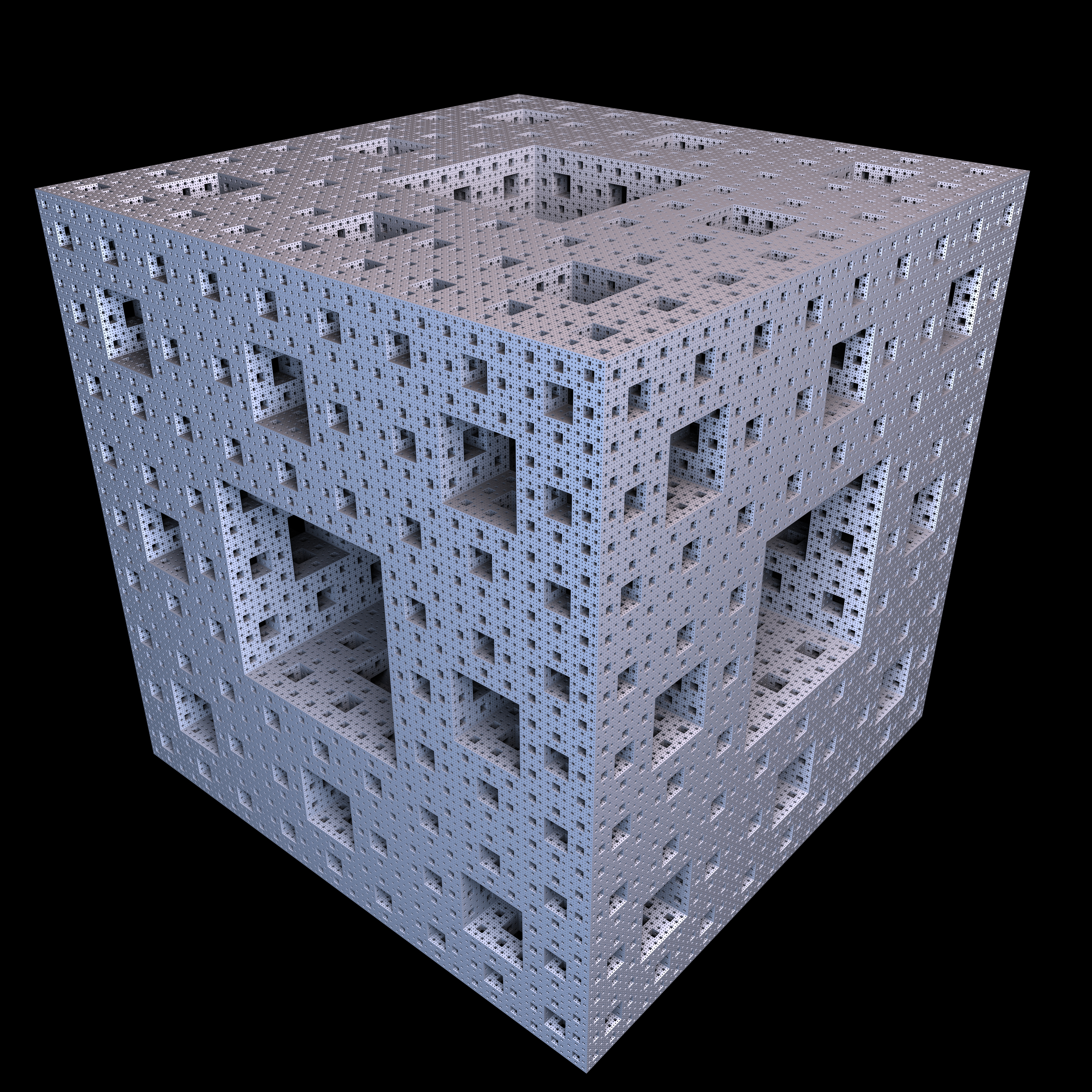
На 6-й итерации

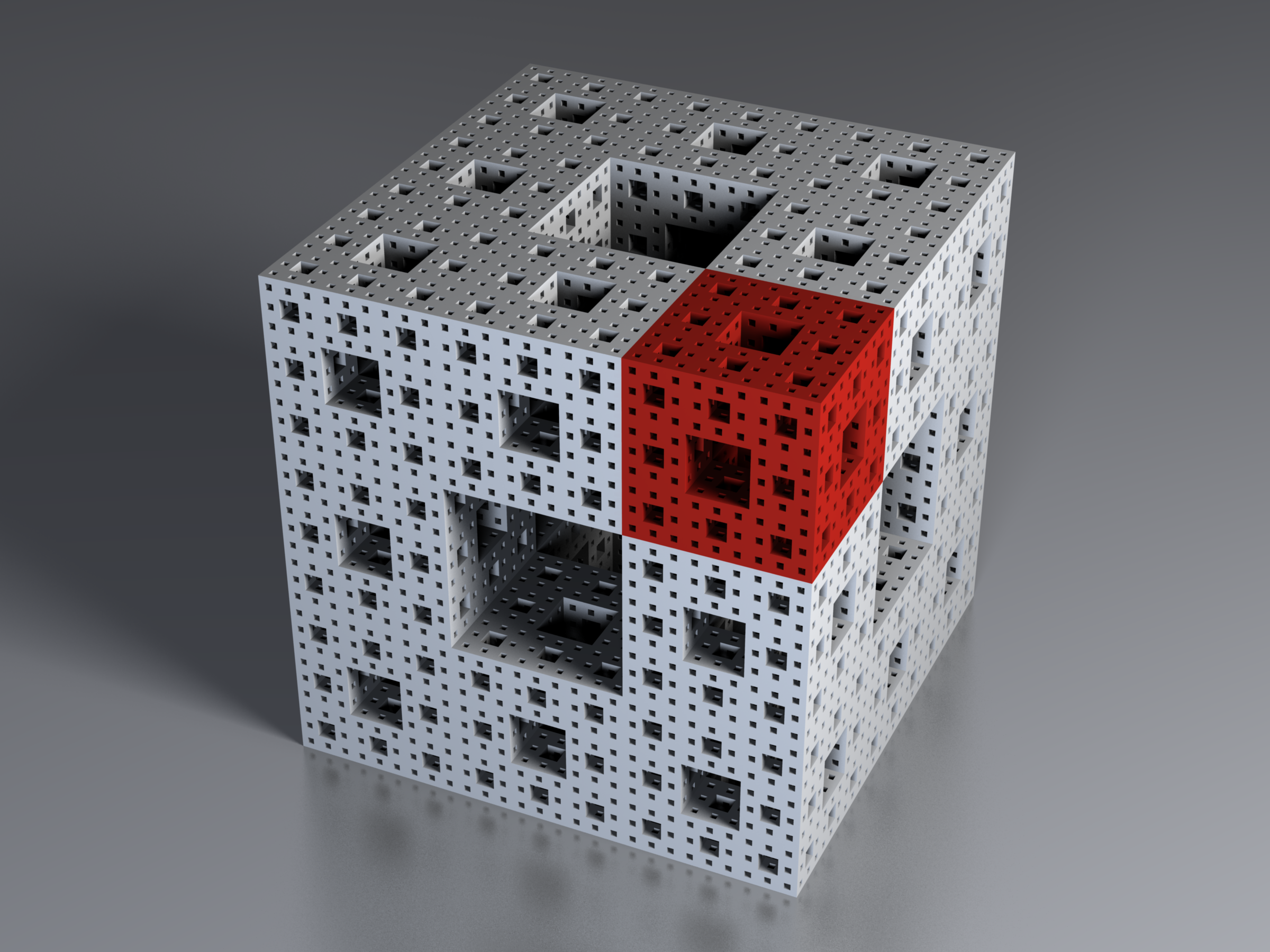
Губка Менгера после четырёх итераций

Губка Менгера — геометрический фрактал, один из трёхмерных аналогов ковра Серпинского.

## Построение

### Итеративный метод
Куб {\displaystyle C_{0}} с ребром 1 делится плоскостями, параллельными его граням, на 27 равных кубов.
Из куба {\displaystyle C_{0}} удаляются центральный куб и все прилежащие к нему по двумерным граням кубы этого подразделения.
Получается множество {\displaystyle C_{1}}, состоящее из 20 оставшихся замкнутых кубов «первого ранга».
Поступая точно так же с каждым из кубов первого ранга, получим множество {\displaystyle C_{2}}, состоящее из 400 кубов второго ранга.
Продолжая этот процесс бесконечно, получим бесконечную последовательность
{\displaystyle C_{0}\supset C_{1}\supset \dots \supset C_{n}\supset \dots },
пересечение членов которой есть губка Менгера.

### Игра в хаос
Губка Менгера может быть также получена при помощи процесса, называемого игрой в хаос, который заключается в следующем:
1. Задаются 20 точек-аттракторов: 8 вершин и 12 середин рёбер исходного куба.
2. Задаётся некоторая начальная точка {\displaystyle P_{0}}, лежащая внутри куба.
3. Строится последовательность точек в следующем цикле:
  1. Случайно выбирается аттрактор {\displaystyle A} из 20 возможных с равной вероятностью.
  2. Строится точка {\displaystyle P_{i}} с новыми координатами: {\displaystyle x_{i}={\frac {x_{i-1}+2x_{A}}{3}};y_{i}={\frac {y_{i-1}+2y_{A}}{3}};z_{i}={\frac {z_{i-1}+2z_{A}}{3}}}, где: {\displaystyle x_{i-1},y_{i-1},z_{i-1}} — координаты предыдущей точки {\displaystyle P_{i-1}}; {\displaystyle x_{A},y_{A},z_{A}} — координаты выбранного аттрактора.

Если выполнять цикл достаточно много раз (не менее 100 тысяч) и потом отбросить первые несколько десятков точек, то оставшиеся точки будут образовывать фигуру близкую к губке Менгера.

## Свойства

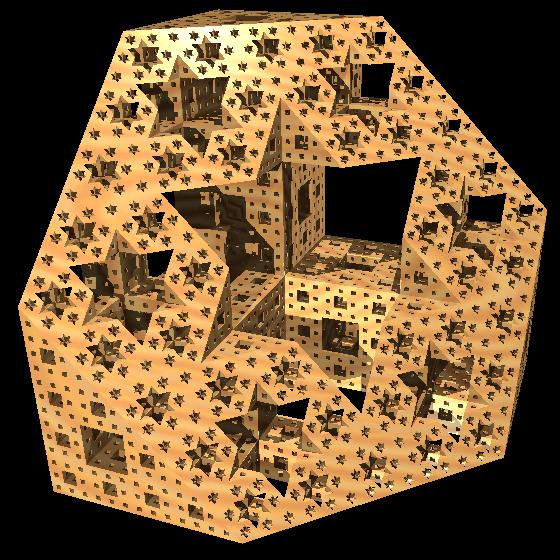
Губка Менгера в разрезе

- Губка Менгера состоит из 20 одинаковых частей, коэффициент подобия которых равен 1/3.
- Ортогональные проекции губки Менгера представляют собой ковёр Серпинского.
- Губка Менгера имеет промежуточную (то есть не целую) Хаусдорфову размерность, которая равна {\displaystyle \ln 20/\ln 3\approx 2{,}73} поскольку она состоит из 20 равных частей, каждая из которых подобна всей губке с коэффициентом подобия 1/3.
- Губка Менгера имеет топологическую размерность 1, более того
  - Губка Менгера топологически характеризуется как одномерный связный локально связный метризуемый компакт, не имеющий локально разбивающих точек (то есть для любой связной окрестности {\displaystyle U} любой точки {\displaystyle x\in M} множество {\displaystyle U\setminus x} связно) и не имеющий непустых открытых и вложимых в плоскость подмножеств.
- Губка Менгера является универсальной кривой Урысона, то есть какова бы ни была кривая Урысона {\displaystyle C}, в губке Менгера найдется подмножество {\displaystyle C'}, гомеоморфное {\displaystyle C}.
- Губка Менгера имеет нулевой объём, но бесконечную площадь граней. 
  - Объём определяется формулой 20/27 на каждую итерацию: {\displaystyle \left({\frac {20}{27}}\right)^{n}}

- Сечение губки Менгера, ограниченной кубом со стороной 1 и центром в начале координат, плоскостью {\displaystyle x+y+z=0} содержит гексаграммы.
- Губка Менгера хорошо рассеивает ударные волны.[3]